# Codonoschwagerina
Codonoschwagerina es un género de foraminífero bentónico considerado un sinónimo posterior de Pseudofusulina de la subfamilia Schwagerininae, de la familia Schwagerinidae, de la superfamilia Fusulinoidea, del suborden Fusulinina y del orden Fusulinida. Su especie tipo era Codonoschwagerina thuanae. Su rango cronoestratigráfico abarca el Kunguriense (Pérmico inferior).

## Discusión
Clasificaciones más recientes incluirían Codonoschwagerinaen la superfamilia Schwagerinoidea, y en la subclase Fusulinana de la clase Fusulinata.

## Clasificación
Codonoschwagerina incluía a la siguiente especie:
- Codonoschwagerina thuanae †